# Fromet Mendelssohn
Pour les articles homonymes, voir Mendelssohn.
Fromet (Frumet) Mendelssohn (née Gugenheim), née le 6 octobre 1737 à Altona, en Allemagne et morte le 6 octobre 1812 à Altona, est l'épouse de Moïse Mendelssohn.

## Biographie
Fromet Gugenheim est  née le 6 octobre 1737 à Altona. Elle est la fille de Abraham Ben Joseph Guggenheim et de Mirjam Glückel Guggenheim. Abraham Ben Joseph Guggenheim est en 1700 à Vienne en Autriche et est mort le 7 juillet 1766 à Homburg, en Allemagne. Mirjam Glückel Guggenheim (née Cleve Gumperz) est morte le 28 octobre 1738 à Altona. Fromet Guggenheim a juste un an quand elle perd sa mère.
Fromet Guggenheim a deux sœurs: Rachel Fuerst et Brendel Boesing.
Moses Mendelssohn donne des cours aux enfants du grand bourgeois Gugenheim et en 1762, il épouse Fromet Gugenheim qui lui survit 26 ans. La tradition juive raconte qu'au début, cette belle jeune fille qui avait tout de suite plu au bossu qu'il était ne prêtait aucune attention à ses avances. Un jour, il lui dit : « Croyez-vous ce que dit la tradition juive, à savoir que les couples se forment selon la volonté du Ciel : "la fille d'Untel pour Untel ?" - Oui, je le crois, répondit la jeune fille. - Eh bien, reprit le philosophe, quand j'ai entendu dire qu'au Ciel, il avait été décidé que "la fille de Guggenheim épouserait Mendelssohn", j'ai interrogé l'Ange de service : "Est-elle belle ? - Non, me répondit-il, elle est bossue !" Cela m'attrista tellement que je dis à l'Ange : "Va dire à Dieu que je suis disposé à me charger, moi, de sa bosse, mais je veux qu'elle soit belle !" » Le propos trouva grâce aux yeux de la jeune fille,,. De ce mariage, naît l'importante dynastie des Mendelssohn.
Fromet Mendelssohn meurt le 16 mars 1812 et est enterrée le 19 mars 1812 au cimetière juif d'Altona.

## Honneurs
- Place Fromet-et-Moïse-Mendelssohn à Berlin depuis avril 2013[9].